# اندی (ویرجینیای غربی)
اندی (به انگلیسی: Andy) یک منطقهٔ مسکونی در ایالات متحده آمریکا است که در شهرستان وتزل، ویرجینیای غربی قرار دارد. اندی ۲۸۵٫۹۱ متر بالاتر از سطح دریا قرار دارد.